# بيل فلاغ
بيل فلاغ (بالإنجليزية: Bill Flagg)‏ هو مغني وكاتب أغاني وموسيقي أمريكي، ولد في 1934 في ووترفيل في الولايات المتحدة.

## وصلات خارجية
- بيل فلاغ على موقع ميوزك برينز (الإنجليزية)